# Kenan Kodro
Kenan Kodro (ur. 19 sierpnia 1993 w San Sebastián) – bośniacki piłkarz, który gra jako napastnik w węgierskim klubie Ferencváros. Były reprezentant Bośni i Hercegowiny.
W reprezentacji Bośni i Hercegowiny zadebiutował 28 marca 2017 w wygranym 2:1 meczu towarzyskim z Albanią.
Jego ojciec Meho również był piłkarzem. Ma również dwie siostry: Danilę i Meleihę.